# Mutisia

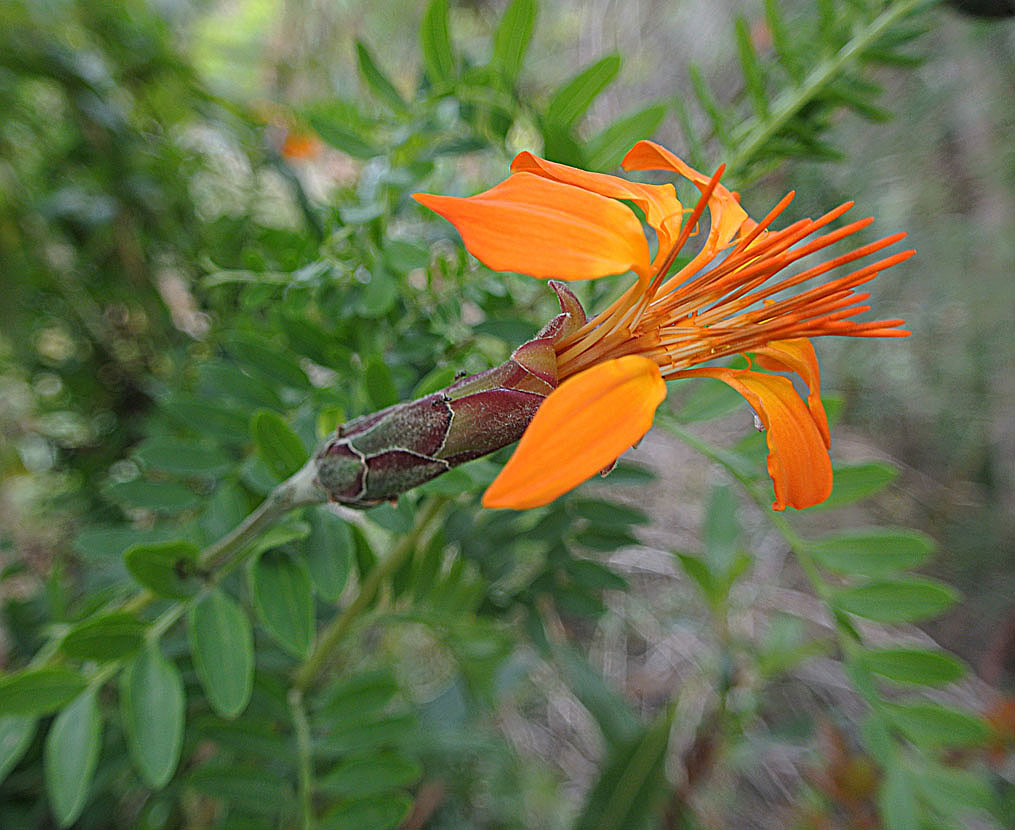
Mutisia acuminata

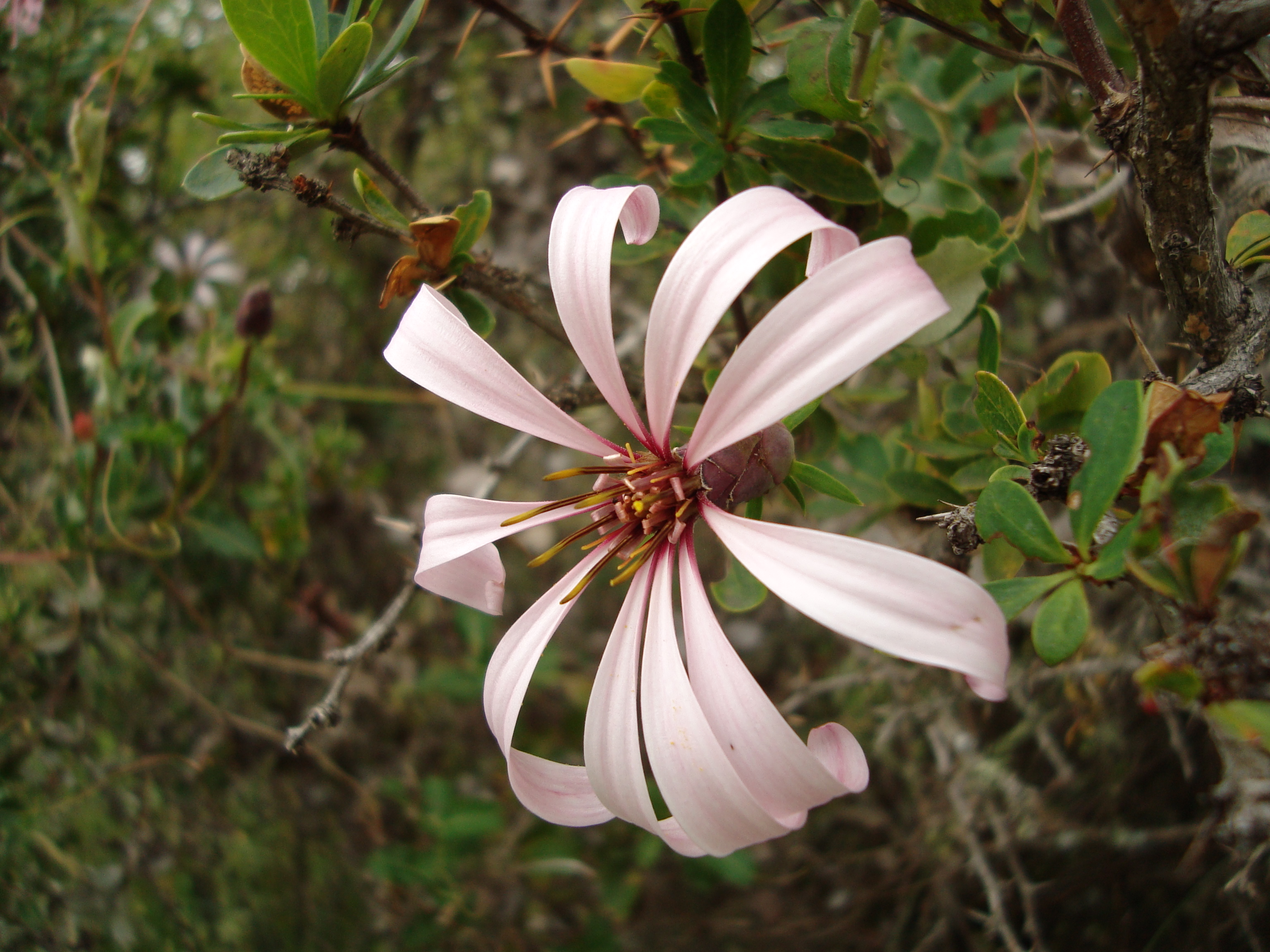
Mutisia ilicifolia

Mutisia – rodzaj roślin z rodziny astrowatych (Asteraceae). Obejmuje 63–65 gatunków. Rośliny te występują w Ameryce Południowej, głównie w Andach na obszarze Chile i Argentyny, ale też dalej na północ sięgając po Kolumbię, a poza tym w Paragwaju, Urugwaju i południowo-wschodniej Brazylii i północno-wschodniej Argentynie. Rosną w różnych formacjach zaroślowych i na terenach skalistych. Liczne gatunki są pnączami co jest rzadkie wśród przedstawicieli astrowatych. Kwiaty zapylane są zwykle przez owady, ale gatunki o kwiatach czerwonych zapylane są przez kolibry (poza barwą adaptacją do tych zapylaczy jest tworzenie koszyczków zwisających o wydłużonych kwiatach rurkowatych).
Niektóre gatunki uprawiane są jako rośliny ozdobne. Za najbardziej mrozoodporny gatunek uznawany jest Mutisia oligodon, przy czym w okresie zimowym jego korzenie należy chronić przed nadmiarem wilgoci.
Nazwa rodzaju upamiętnia hiszpańskiego botanika i badacza przyrody Ameryki Południowej – José Celestino Mutisa (1732–1808).

## Morfologia

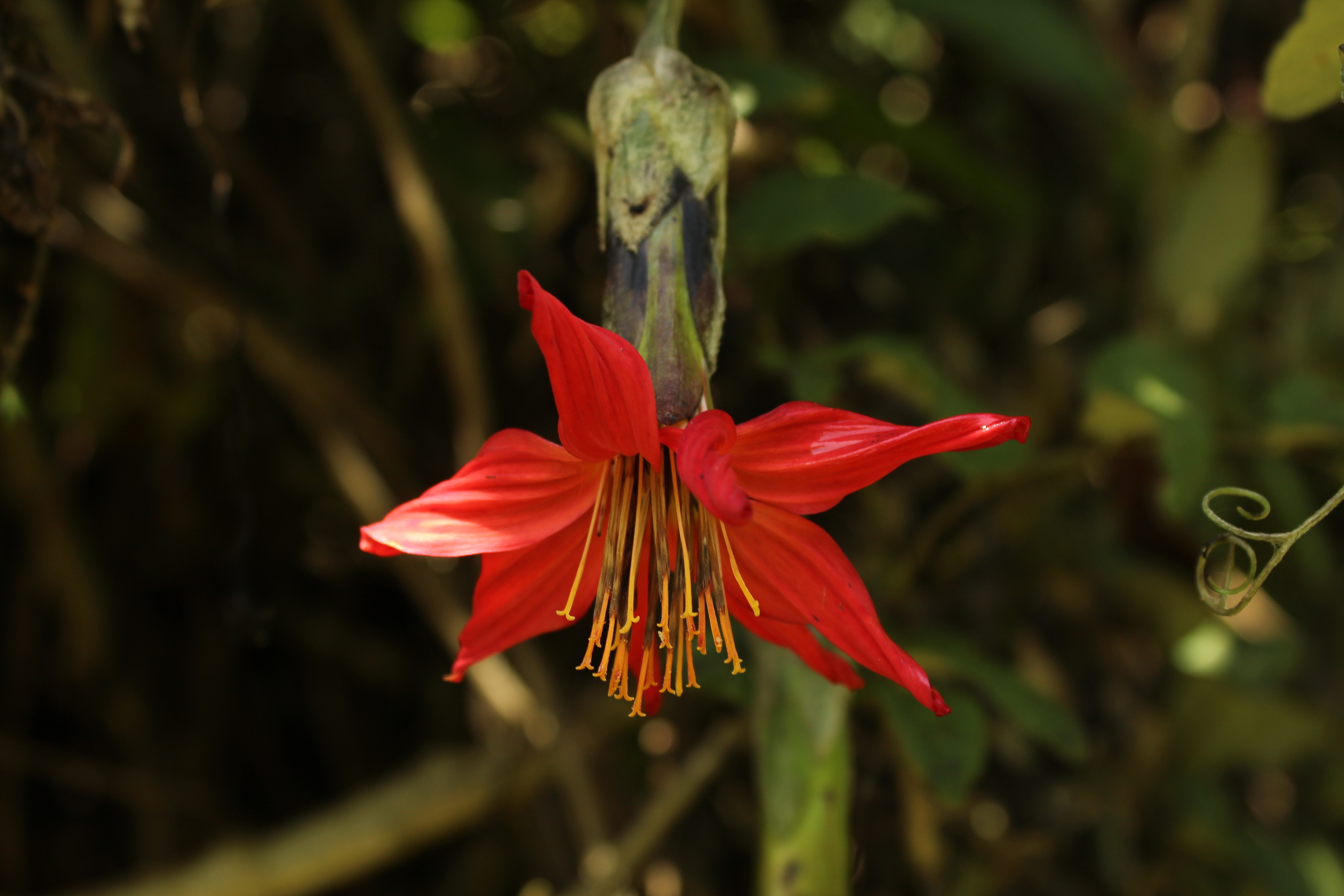
Mutisia clematis

PokrójCzęsto pnącza, poza tym krzewy osiągające do 3 m wysokości i półkrzewy.
LiścieZimozielone i skrętoległe. Blaszka wąsko lancetowata do jajowatej, całobrzega, ząbkowana, głęboko wcinana i klapowana, rzadko pierzasto złożona. W ostatnim przypadku oś liścia zawsze zakończona jest wąsem czepnym trzy- lub pięciokrotnie rozwidlonym, czasem też liście pojedyncze zakończone bywają wąsem czepnym.
KwiatyZebrane w koszyczki wyrastające pojedynczo na końcach pędów lub naprzeciw liści. Koszyczki różnej wielkości – od drobnych po okazałe, prosto wzniesione lub zwisające. Kwiaty w koszyczkach wszystkie podobne i obupłciowe lub zróżnicowane na rurkowate wewnątrz i obupłciowe oraz języczkowate zewnętrzne i żeńskie. Okrywa rozmaicie u różnych gatunków wykształcona – krótko- lub długowalcowata, wąsko lub szeroko dzwonkowata, z listkami w wielu szeregach dachówkowato na siebie nachodzących. Osadnik (dno kwiatostanowe) nagie (bez plewinek), płaskie lub wypukłe. Kwiaty języczkowate na brzegu koszyczka (jeśli są obecne) mają okazały płatek skierowany na zewnątrz koszyczka zwieńczony trzema ząbkami oraz drobny jeden lub dwa płatki z drugiej strony, silnie zredukowane. Płatki są żółte, pomarańczowe, różowe, fioletowe lub białe. Kwiaty rurkowate są zwykle żółte, także dwuwargowe, z jedną wargą trójząbkową na końcu i drugą złożoną z dwóch równowąskich łatek z reguły skierowanych prosto ku górze. W kwiatach obupłciowych pręcików jest 5. Zalążnia jest dolna, jednokomorowa, z pojedynczym słupkiem rozwidlonym na końcu.
OwoceNiełupki wrzecionowate, bruzdowane, z ośćmi puchu kielichowego spłaszczonymi, pierzastymi, białymi lub szarawymi.

## Systematyka
Pozycja systematyczna
Rodzaj z podplemienia Mutisiinae (Cass.) Dumort. (1829), plemienia Mutisieae Cass. (1819). i podrodziny Mutisioideae w obrębie rodziny astrowatych (Asteraceae). 
Wykaz gatunków
- Mutisia acerosa Poepp. ex Less.
- Mutisia acuminata Ruiz & Pav.
- Mutisia alata Hieron.
- Mutisia anderssonii Sodiro ex Hieron.
- Mutisia araucana Phil.
- Mutisia arequipensis Cabrera
- Mutisia brachyantha Phil.
- Mutisia burkartii Cabrera
- Mutisia campanulata Less.
- Mutisia cana Poepp. & Endl.
- Mutisia castellanosii Cabrera
- Mutisia clematis L.f.
- Mutisia coccinea A.St.-Hil.
- Mutisia cochabambensis Hieron.
- Mutisia comptoniifolia Rusby
- Mutisia decurrens Cav.
- Mutisia discoidea Harling
- Mutisia friesiana Cabrera
- Mutisia glabrata Cuatrec.
- Mutisia grandiflora Bonpl.
- Mutisia hamata Reiche
- Mutisia hastata Cav.
- Mutisia hieronymi Sodiro ex Cabrera
- Mutisia homoeantha Wedd.
- Mutisia ilicifolia Cav.
- Mutisia intermedia Hieron.
- Mutisia involucrata Phil.
- Mutisia kurtzii R.E.Fr.
- Mutisia lanata Ruiz & Pav.
- Mutisia lanigera Wedd.
- Mutisia latifolia D.Don
- Mutisia ledifolia Decne. ex Wedd.
- Mutisia lehmannii Hieron.
- Mutisia linearifolia Cav.
- Mutisia linifolia Hook.
- Mutisia lutzii G.M.Barroso
- Mutisia macrophylla Phil.
- Mutisia magnifica C.Ulloa & P.Jørg.
- Mutisia mandoniana Wedd. ex Cabrera
- Mutisia mathewsii Hook. & Arn.
- Mutisia microcephala Sodiro ex Cabrera
- Mutisia microneura Cuatrec.
- Mutisia microphylla Willd. ex DC.
- Mutisia ochroleuca Cuatrec.
- Mutisia oligodon Poepp. & Endl.
- Mutisia orbignyana Wedd.
- Mutisia pulcherrima Muschl.
- Mutisia rauhii Ferreyra
- Mutisia retrorsa Cav.
- Mutisia rimbachii Sodiro ex S.K.Harris
- Mutisia rosea Poepp. ex Less.
- Mutisia saltensis Cabrera
- Mutisia sinuata Cav.
- Mutisia sodiroi Hieron.
- Mutisia speciosa Aiton ex Hook.
- Mutisia spectabilis Phil.
- Mutisia spinosa Ruiz & Pav.
- Mutisia splendens Renjifo
- Mutisia stuebelii Hieron.
- Mutisia subspinosa Cav.
- Mutisia subulata Ruiz & Pav.
- Mutisia tridens Poepp. ex Less.
- Mutisia venusta S.F.Blake
- Mutisia vicia J.Kost.
- Mutisia wurdackii Cabrera